# جون موريس (لاعب الكرلنغ)
جون موريس (بالإنجليزية: John Morris)‏ (و. 1978  م) هو لاعب الكرلنغ كندي، ولد في وينيبيغ، شارك في الألعاب الأولمبية الشتوية 2010، وكيرلنج في الألعاب الأولمبية الشتوية 2010 – منافسة الرجال ‏، والألعاب الأولمبية الشتوية 2018.

## التعليم
تعلم في جامعة ويلفريد لورييه.

## روابط خارجية
- جون موريس على موقع الاتحاد الدولي للكرلنغ (الإنجليزية)
- جون موريس على موقع اللجنة الأولمبية الدولية (الإنجليزية)
- جون موريس على موقع أوليمبيديا (الإنجليزية)
- جون موريس على موقع اللجنة الأولمبية الكندية (الإنجليزية)